# Philip Caveney
Philip Caveney (Prestatyn, Gales; 1951) es un autor de libros infantiles galés, más conocido por las novelas Sebastian Darke y Alec Devlin; previamente, escribió una serie de novelas de suspenso para adultos.

## Sebastian Darke
Los libros de la serie Sebastian Darke son una serie de fantasía para niños. Cuentan las aventuras de Sebastian Darke, un bufón fracasado, y sus compañeros: Max, un "bufalope" (una bestia de carga enorme y peluda), que habla y se queja sin fin; y el capitán Cornelius Drummel, un guerrero pequeño, pero potente y líder en el letal Salto de la Muerte de Golmira (ciudad de donde viene). El primer libro de la serie, Sebastian Darke. Príncipe de los bufones, fue publicado por Random House Children's Books en 2007 y la segunda, Sebastian Darke. Príncipe de los Piratas, en 2008. Un tercer título, Sebastian Darke. Príncipe de los exploradores, se ha previsto, así como un spin-off relatando la historia de la vida de Max, titulada A Buffalope's Tale.

## Alec Devlin
Alec Devlin: The Eye of the Serpent se publicó en agosto de 2008 y cuenta la historia de Alec Devlin, un joven arqueólogo en la década de 1920 en Egipto. El libro es una novela de aventuras clásica dirigido al grupo de edad de mayores de 9 años. Se prevén nuevos libros a partir de  Alec Devlin: Empire of the Skull, esperado en 2009.

## Biografía

### Libros de adultos
- 1978 The Sins of Rachel Ellis
- 1985 Tiger, Tiger
- 1985 The Tarantula Stone
- 1993 Speak No Evil
- 1993 Black Wolf
- 1994 Strip Jack Naked
- 1995 Skin Flicks
- 1994 Slayground
- 1996 Burn Down Easy
- 1996 Bad To The Bone
- 1997 1999
- 2000 Love Bites

### Libros para adolescentes
- 2007 Sebastian Darke. Príncipe de los bufones.
- 2008 Sebastian Darke. Príncipe de los piratas.
- 2008 Alec Devlin: The Eye of the Serpent.
- 2009 Sebastian Darke. Príncipe de los exploradores.
- 2009 Alec Devlin: Empire of the Skull.
- 2010 Sebastian Darke. Príncipe de los espías.